# Swiss Chamber Music Festival
Das Swiss Chamber Music Festival ist ein internationales Musikfestival mit Schwerpunkt auf klassische Musik. Seit 2011 findet es jährlich im September in Adelboden, Frutigen und Kandersteg statt. Ausgangspunkt ist die Orpheus Swiss Chamber Music Competition, die jährlich kammermusikalische Studierende von Schweizer Musikhochschulen auszeichnet. Die prämierten Ensembles treten im Folgejahr am Festival auf. 

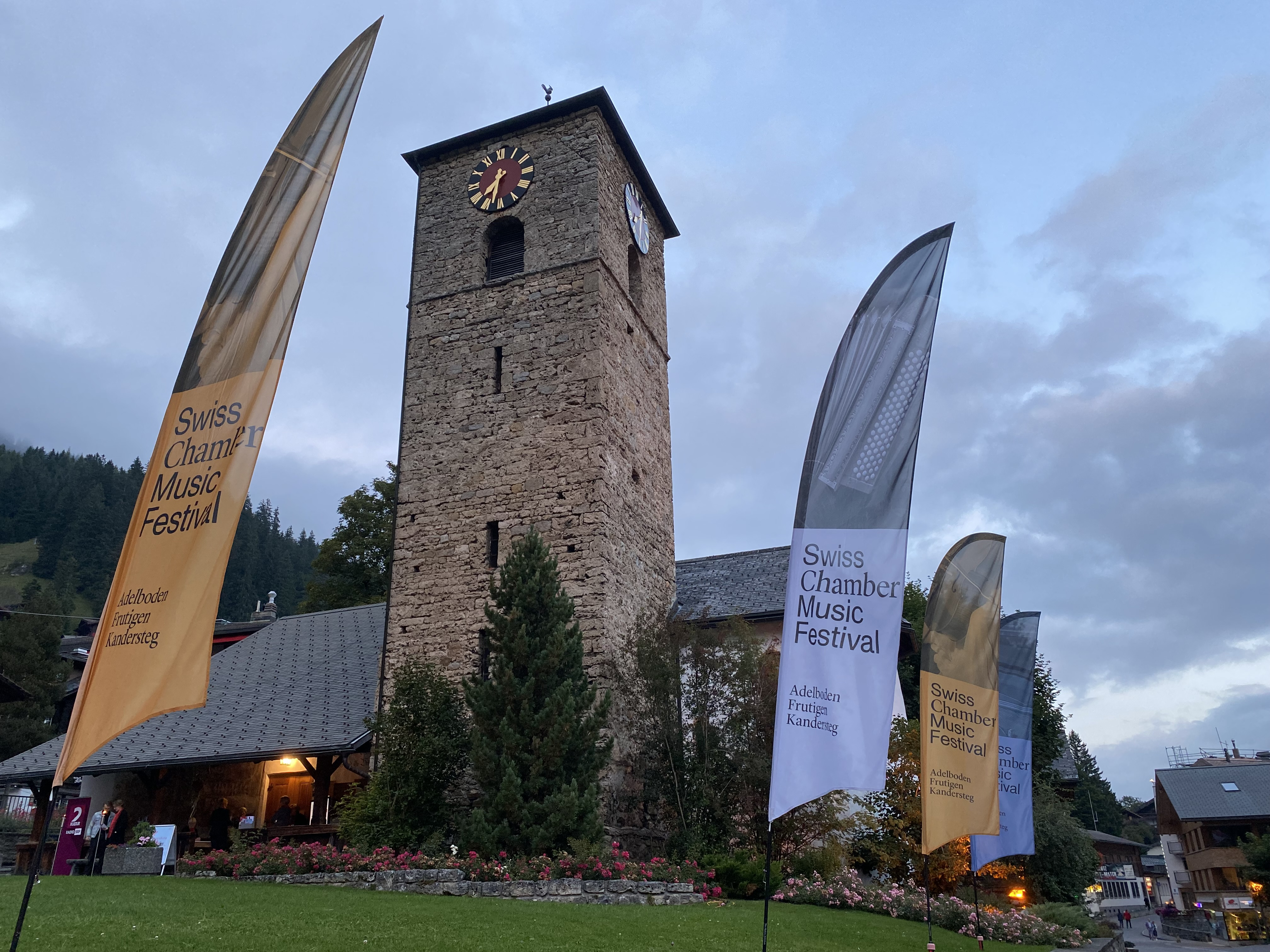
Reformierte Kirche Adelboden

## Geschichte und Leitung des Festivals
Das Swiss Chamber Music Festival ist eng mit der Orpheus Competition verbunden, die seit 1974 jährlich stattfindet und Studierenden von Schweizer Musikhochschulen eine Plattform und Auftrittsmöglichkeit bietet. Die am Wettbewerb teilnehmenden Ensembles stellen sich der hochkarätigen Jury – derzeit unter der Leitung des Berner Musikers und Cellisten Thomas Demenga –, die jeweils sechs bis sieben Ensembles prämiert. Diesen wird unter anderem eine attraktive Konzertmöglichkeit geboten. Während Jahrzehnten haben die entsprechenden Preisträgerkonzerte in der Stadt Zürich stattgefunden und waren dann für ein paar Jahre auf Wanderschaft, bis sie 2011 schliesslich im Berner Oberland eine neue Heimat fanden. Seit 2014 ist Christine Lüthi Intendantin und Geschäftsführerin. Der Verein Swiss Chamber Music Festival ist verantwortlich für die Organisation und Durchführung des Festivals in enger Zusammenarbeit mit der reformierten Kirchgemeinde Adelboden und Adelboden Tourismus. Seit 2019 wird der Verein von Peter Wüthrich präsidiert.

## Programm und Veranstaltungsorte
Auf dem Programm stehen Kammermusikwerke von Barock über Romantik bis zur Gegenwart: Die drei Erstplatzierten der Orpheus Competition dürfen einen Kompositionsauftrag vergeben. So werden jedes Jahr drei Uraufführungen von jungen Komponistinnen und Komponisten gefeiert. Das Rahmenprogramm bietet verschiedene Möglichkeiten, um klassische Musik niederschwellig und unkompliziert zu erleben: Neben den «Amuse-Bouches» – kostenlose Kurzkonzerte auf dem Dorfplatz Adelboden – und den Ensemblegesprächen treten auf dem Dorfplatz Adelboden Musikschülerinnen und -schüler der regionalen Musikschulen auf. Und während des ganzen Festivals steht das Festivalklavier im Dorfzentrum Adelboden und darf frei bespielt werden.

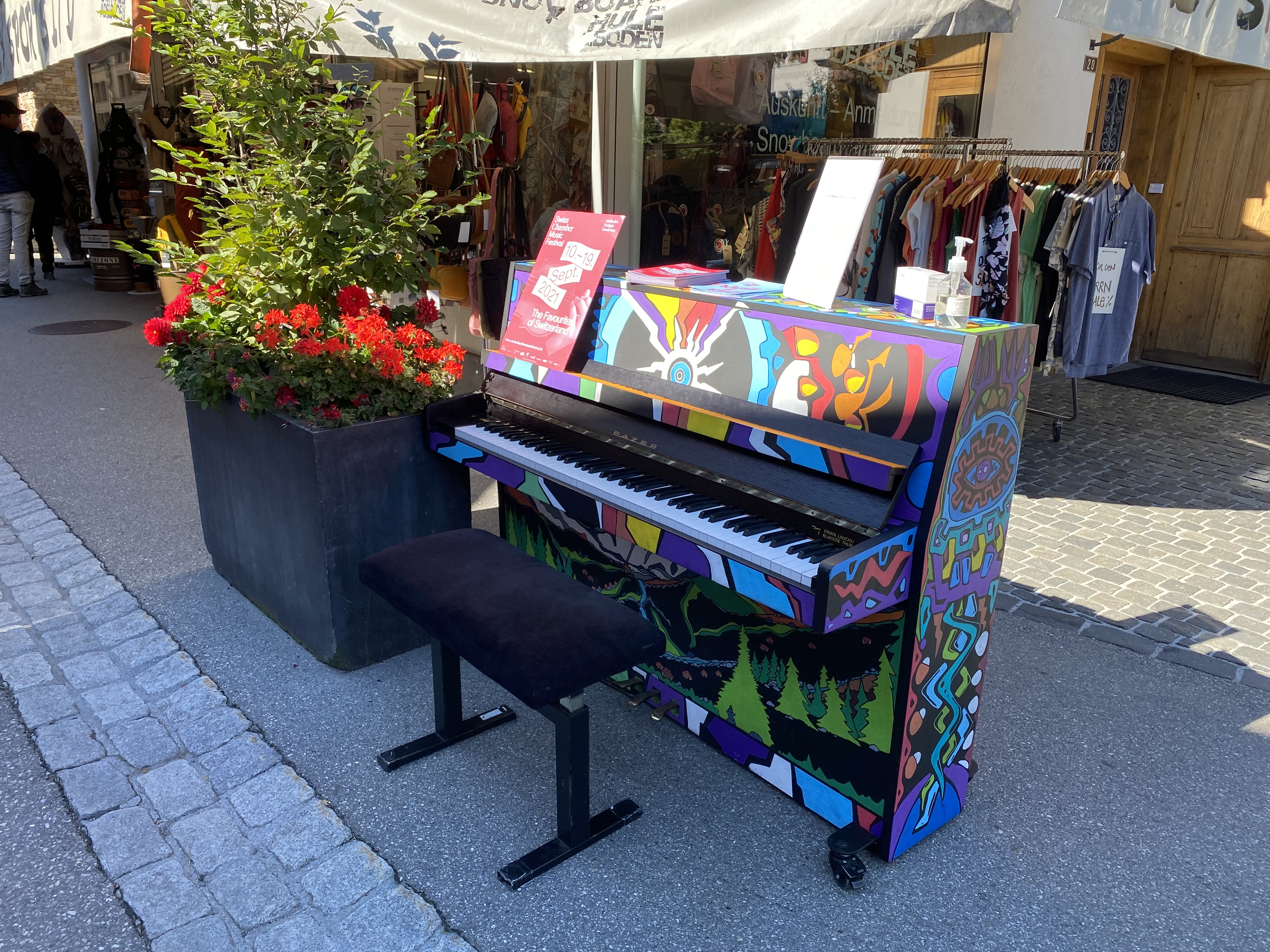
Das Festivalklavier in Adelboden

Neben klassischer Musik bekommen auch andere Musikrichtungen wie Volksmusik und Jazz ihren Platz im Festivalprogramm. Um Berührungsängste mit klassischer Musik abzubauen, finden Konzerte auch an überraschenden Orten statt, in Turnhallen, auf der Engstligenalp, im BLS Erhaltungszentrum, in der Ideenwerkstatt der Künzi+Knutti AG, in der Badi Lounge Frutigen oder in der Bushalle AFA in Frutigen.